# A Little New York Midtown Music
A Little New York Midtown Music è un album discografico in studio di Nat Adderley, pubblicato dalla Galaxy Records nel 1979.

## Tracce
Brani composti da Nat Adderley, eccetto dove indicato.
Lato A
1. Fortune's Child – 6:17
2. A Little New York Midtown Music – 7:42
3. Sunshine Sammy – 7:44

Durata totale: 21:43
Lato B
1. Yeehaw Junction – 5:41
2. Come Rain or Come Shine – 5:28 (Harold Arlen, Johnny Mercer)
3. Whipitup – 3:26 (Victor Feldman)
4. Saguaro – 7:19 (Ron Carter)

Durata totale: 21:54

## Musicisti
- Nat Adderley - cornetta
- Johnny Griffin - sassofono tenore
- Victor Feldman - pianoforte elettrico, pianoforte acustico
- Ron Carter - contrabbasso
- Roy McCurdy - batteria

Note aggiuntive:
- Orrin Keepnews - produttore
- Registrazione effettuata il 18 e 19 settembre 1978 al Fantasy Studios di Berkeley, California
- Eddie Bill Harris - ingegnere della registrazione
- Nyya Lark - assistente ingegnere della registrazione
- David Turner - masterizzazione[1]